# Geraldine (Montana)
Geraldine is een plaats (town) in de Amerikaanse staat Montana, en valt bestuurlijk gezien onder Chouteau County.

## Demografie
Bij de volkstelling in 2000 werd het aantal inwoners vastgesteld op 284.
In 2006 is het aantal inwoners door het United States Census Bureau geschat op 255, een daling van 29 (-10,2%).

## Geografie
Volgens het United States Census Bureau beslaat de plaats een oppervlakte van
1,3 km², geheel bestaande uit land. Geraldine ligt op ongeveer 952 m boven zeeniveau.

## Plaatsen in de nabije omgeving
De onderstaande figuur toont nabijgelegen plaatsen in een straal van 44 km rond Geraldine.